# Peter Klein
Peter Klein je australský spisovatel. Je považován za australského pokračovatele Dicka Francise[zdroj?]. O dostizích píše se vzácným zanícením a dokonalou znalostí, neboť v dostihovém prostředí strávil celý život.
Pracoval pro některé z nejlepších australských trenérů, například T. J. Smithe či Barta Cummingse. V současné době pracuje pro Australian Associated Press jako vedoucí oddělení dostihového sportu.

## Detektivky
- Sázka na žraloky
- Nezvěstný sázkař